# انکوتی
انکوتی (به لاتین: Ancuty) یک منطقهٔ مسکونی در لهستان است که در Gmina Narew واقع شده‌است.

## خصوصیات
انکوتی ۸۰ نفر جمعیت دارد.